# Карли, Джованни Джеронимо
Джованни Джеронимо Карли (итал. Giovanni Girolamo Carli; 1719—1786) — итальянский литератор и антиквар.
Родился в Анкайано, недалеко от Сиены, в 1719 году в семье фермера. Семья дала ему хорошее образование. Принял церковный сан, несколько лет был профессором красноречия в Колле в Тоскане, а затем в Губбио в Папской области. После восемнадцатилетнего отсутствия вынужденно возвратился в Сиену, где был назначен постоянным секретарем Академии наук, искусств и изящной словесности Мантуи. В этой должности служил до своей смерти 29 сентября 1786 года.
Во время своего тринадцатилетнего пребывания в Мантуе основал музей и публичную библиотеку. Путешествуя почти по всей Италии, собрал большую коллекцию книг, медалей, древностей, образцов естественной истории и т. д.

## Сочинения
- «Scritture intorno a varie operette del Giov. P. S. Bianchi di Rimini» (Флоренция, 1749)
- «Dissertazioni due» (Мантуя, 1785)